# Opera (película)
Opera (también conocida como Terror en la ópera) es una película italiana del género de terror más específicamente  Giallo, estrenada en 1987. Escrita y dirigida por Dario Argento. Protagonizada por Cristina Marsillach (Betty, una hermosa actriz suplente que obtiene un papel femenino en una representación contemporánea del Macbeth de Verdi), Urbano Barberini (Alan Santini, el inspector de policía), Ian Charleson (Marco, director de la obra), Daria Nicolodi (Mira, publicista de Betty) y William McNamara (Stefano, novio de Betty).  La película fue realizada en Estados Unidos bajo el nombre de Terror en la ópera y fue una de las menos comerciales de Argento, tan solo en Italia tuvo una taquilla de 1.363.912 entradas vendidas. La película fue realizada como venganza de Argento porque no le habían dejado dirigir el Rigoletto de Verdi. Después de su estreno, el director se arrepintió y dijo «Maldito sea el día en que decidí dirigir esta película»,  pues no solo fue un fracaso comercial sino que además tuvieron que enfrentar agresiones de unos cuervos hacia Cristina Marsillach, la muerte del padre de Argento y la muerte por SIDA del actor Ian Charleson poco tiempo después del estreno de la película.

## Argumento
La película se centra en una joven e insegura cantante de Opera llamada Betty (Cristina Marsillach).  A partir del accidente automovilístico que sufre la actriz principal, Betty es llamada para debutar como actriz suplente para ser la protagonista de la obra. La obra tiene fama de estar maldita y empiezan a transcurrir una serie de muertes a su alrededor que le terminan por confirmar la sospecha de maldición.  Empezando con que Betty se convierte en el blanco de un asesino psicópata que curiosamente ha aparecido en los sueños de Betty desde niña. Al final de la opera se revela la identidad del asesino y Betty debe confrontar su pasado tenebroso

## Locación
El teatro donde realmente ocurren los hechos Parma Opera House

## Recepción de la crítica
En el sitio web Rotten Tomatoes, Opera tiene un índice de aprobación del 91% basado en 22 reseñas, con una calificación promedio de 7.07/10. El consenso crítico del sitio dice: "La ubicación de la Casa de la Ópera ofrece mucho con lo que trabajar para el director Dario Argento, quien alcanza sus notas altas sangrientas y decadentes aquí". Ed Gonzalez de Slant Magazine otorgó a la película una puntuación de cuatro de cuatro estrellas, llamándola la "última obra maestra en toda regla" de Argento y elogiando la "atención operística a la muerte y la forma en que el asesino de la película fuerza la mirada de Betty" como "genio".
Brian Orndorf de Blu-ray.com le dio a la película una calificación de "B", escribiendo que si bien "[no] es un esfuerzo muy cerrado, quizás a veces se distrae con demasiada facilidad, [...] hay energía en lo esencial, ver a un asesino con guantes negros acechar a sus víctimas, encontrando formas extrañas de quitar vidas". Patrick Legare de AllMovie otorgó a la película dos estrellas y media de cinco, calificándola de típica película de Argento que vale la pena ver principalmente por sus secuencias de asesinatos por encima del promedio.

## Reparto
- Cristina Marsillach es Betty
- Ian Charleson es Marco
- Urbano Barberini es el Inspector Alan Santini
- Daria Nicolodi es Mira
- Colarina Cataldi-Tassoni es Giulia
- Antonella Vitale es Marion
- William McNamara es Stefano
- Barbara Cupisti es Sra. Albertini
- Antonio Iuorio es Baddini
- Carola Stagnaro es la madre de Alma
- Francesca Cassola es Alma
- Maurizio Garrone es el entrenador del cuervo
- Cristina Giachino es María (Asistente de dirección)
- György Györiványi es Miro

## Canciones que se oyen en la película
| Nombre "Macbeth" (extracto) "White Dakeness" "Balance" "Desde el principio" "Opera" "Craws" "Confusión" "Tema Opera" "Notas Negro" "Caballeros de la Noche" "Grave Steel" "No Escape" "Lady Macbeth (" t'afretta Vieni ") "Amami Alfredo" "Sempre libera" "Casta Diva |
| --- |